# Çetin Zeybek
Çetin Zeybek (Bandırma, 12 de setembro de 1932 - 10 de novembro de 1990) foi um futebolista e treinador turco, que atuava como meia.

## Carreira
Çetin Zeybek fez parte do elenco da Seleção Turca de Futebol que disputou a Copa do Mundo de 1954.

## Ligações Externas
- Perfil em FIFA.com (em inglês)